# XO-1b
XO-1b ist ein Exoplanet, der den gelben Zwerg XO-1 alle 3,942 Tage umkreist. Auf Grund seiner hohen Masse wird angenommen, dass es sich um einen Gasplaneten handelt. In seiner Atmosphäre wurde Wasserdampf nachgewiesen.

## Entdeckung
Der Planet wurde von Peter McCullough et al. mittels Transitmethode im Jahr 2006 entdeckt.

## Umlauf und Masse
Der Planet umkreist seinen Stern in einer Entfernung von ca. 0,0488 Astronomischen Einheiten bei einer Exzentrizität von 0 % und hat eine Masse von ca. 286,1 Erdmassen bzw. 0,9 Jupitermassen. Sein Radius beträgt Schätzungen zufolge 85.000 Kilometer.